# Araespor callosus
Araespor callosus é uma espécie de cerambicídeo da tribo Achrysonini, com distribuição na Indonésia e Papua-Nova Guiné.